# 田有良
田有良（1965年3月18日－），中国导演、歌手，毕业于中央戏剧学院表演系。黑龙江哈尔滨人。田有良1985年考入中戏表演系，1989年毕业后留校任教，1991年本科班、1993年本科班、1998年本科班班主任及主讲教师。1993年组建摇滚乐队「I★M」乐队，1995年发行同名专辑《I★M》。

## 作品
- 2000年 拍摄第一部数码作品《王晓红一个下午和半个晚上的心情》

### 话剧
- 《死无葬身之地》(1995年)
- 《大神布朗》(2000年)
- 《钻诫》(2001年)
- 《第“N”次亲密接触》(2001年)
- 《翠花，上酸菜》
- 《想吃麻花现给你拧》
- 《淡了，加点韭菜花》
- 《奋斗》

### 短篇小说
- 《两个村庄的故事》
- 《女人与小巷》

### 长篇纪实
- 《赤裸者》

### 电影剧本
- 《童年之旅》

### 电视剧
- 《钻石王老五的艰难爱情》
- 2011年 《新玉观音》
- 2011年 《当婆婆遇上妈》